# 侯贵信
侯贵信（1941年12月—），男，中华人民共和国外交官，曾任中华人民共和国驻马赛总领事兼驻摩纳哥总领事和中华人民共和国驻塞舌尔共和国特命全权大使。

## 生平
1965年，毕业于北京外国语学院法语系。1967年，毕业于法国格勒诺布尔大学。1970年，进入中华人民共和国外交部工作，先后在外交部翻译室、驻法国大使馆任职，后任外交部翻译室副主任。1993年1月，出任中华人民共和国驻马赛总领事。1995年1月，兼中华人民共和国驻摩纳哥总领事。1996年7月，自驻马赛总领事兼驻摩纳哥总领事离任。2002年9月，出任中华人民共和国驻塞舌尔大使。2005年12月，自驻塞舌尔大使离任。